# Craig Chapman
Craig Vernon "Chappy" Chapman (31. oktober 1958 i Aurora, Ontario, Canada - 17. december 2015 i Frederikshavn, Danmark) var en canadisk-dansk ishockeyspiller og -træner, der spillede det meste af sin seniorkarriere for Frederikshavn Ishockey Klub, hvor han betragtes som den bedste spiller i klubbens historie, og generelt anses han for en af de bedste udlændinge nogensinde i den danske liga. Han kunne drible og score mål, som gjorde ham elsket i Frederikshavn og frygtet i alle andre skøjtehaller, fordi det simpelthen ikke lod sig gøre at stække ham.
Chapman blev topscorer i Eliteserien i Eliteserien i ishockey 1985-86, og i 1982 blev han kåret til årets spiller i dansk ishockey. Og han var selvfølgelig en del af holdet, da Frederikshavn IK i 1986 vandt DM-medaljer (bronze) for første gang. Det eneste, han manglede i en stor karriere i dansk ishockey, var det danske mesterskab. Da Frederikshavn IK i 1989 vandt DM-guld for første gang, var han netop skiftet til Rungsted IK.
Canadieren varetog i 1998-99 jobbet som træner for Danmarks ishockeylandshold for kvinder, og han var også i en periode træner for Århus Ishockey Klub.
Hans trøje nr. 22 i Frederikshavn Ishockey Klub blev i 2000 blevet trukket tilbage og hængt op under loftet i Scanel Hockey Arena til evig hæder og ære, og siden da har kun hans søn, Christian Chapman, spillet med det rygnummer.

## Biografi
Craig Chapman voksede op i Aurora, Ontario, Canada og spillede junior-ishockey på højeste niveau for bl.a. Peterborough Petes og Windsor Spitfires i Ontario Major Junior Hockey League, samt for Aurora Tigers i den lavere rangerende Ontario Provincial Junior A Hockey League. Han spillede også i Sverige som junior, hvor han i 14-års-alderen var på et 14 dages træningsophold i Leksands IF, og senere spillede han i tre sæsoner for Djurgårdens IF.

### Spillerkarrieren i dansk ishockey
Canadieren kom til Frederikshavn i 1978 efter opholdet hos Djurgårdens IF i Sverige. På det tidspunkt var Frederikshavn IK at betragte som den bløde mellemvare i dansk ishockey, og klubben var netop var rykket op i 1. division for anden gang. Den havde én gang tidligere – i sæsonen 1973-74 – spillet en enkelt sæson i 1. division, hvor den dog endte på sidstepladsen med kun 1 point for 18 kampe og derfor rykkede ned i 2. division igen med et brag. Chapmans første sæson som forstærkning i Frederikshavn IK blev derfor også vanskelig. Holdet opnåede denne gang 7 point i 28 kampe, og endte atter på sidstepladsen i ligaen, og rykkede igen ned efter blot én sæson i den bedste række. Holdet rykkede imidlertid op fra 2. division igen året efter ved at besejre HIK i den afgørende kamp på neutral bane i Århus, hvor Craig Chapman scorede det afgørende mål til 5-4 i sudden death, og derefter var scenen sat for klubbens indtil da bedste år.
I 1980-81 formåede Frederikshavn IK for første gang at undgå nedrykning fra 1. division. Holdet sluttede på syvendepladsen, 3 point foran Esbjerg IK, som dermed rykkede en række ned efter 16 år i træk i den bedste række. Chapman blev sammen med den spillende træner, svenskeren Staffan Söderberg, der efter sæsonen forlod Frederikshavn, klubbens suveræne topscorere med hhv. 43 og 44 point. Året efter kom vendelboernes store gennembrud i 1. division. Holdet sluttede på fjerdepladsen og kvalificerede sig dermed til det nyindførte medaljeslutspil for ligaens fire bedste hold, hvor det imidlertid blev til samlede nederlag både i semifinalen til Vojens IK og i bronzekampen til lokalrivalerne fra AaB Ishockey. Begge opgør blev tabt med 2-1 i kampe, men Frederikshavn IK's DM-fjerdeplads var det klart bedste resultat i klubbens historie. Og Craig Chapman blev kåret som årets spiller i dansk ishockey efter en sæson, hvor han blev nr. 2 på ligaens topscorerliste med 50 point (29 mål + 21 assists) i 34 kampe.
Den følgende sæson, 1982-83, endte Frederikshavn IK, på trods af Chapmans 53 point i 32 kampe, sidst i nedrykningsspillet, og klubben måtte derfor overraskende en tur ned i den næstbedste række. Men ligesom sidste gang var klubben tilbage i den gode selskab igen én sæson senere efter at have vundet 2. division i ishockey 1983-84.
Sæsonen 1984-85 blev måske Craig Chapmans bedste. Han scorede hele 76 point i 23 kampe og førte sit hold til femtepladsen i 1. division. Den følgende sæson scorede "Chappy" kun 61 point i 30 kampe, men det var nok til at sikre ham titlen som ligatopscorer for første gang i karrieren. FIK sluttede på andenpladsen i grundspillet, men i slutspillet dumpede holdet ned på bronzepladsen. Alligevel var det en stor triumf for klubben, at den for første gang nogensinde sikrede sig DM-medaljer.
I sæsonen 1986-87 var de fem bedste hold i Eliteserien ekstremt jævnbyrdige, men frederikshavnerne snuppede lige akkurat den fjerde og sidste slutspilsplads. Den placering forbedrede holdet dog ikke i slutspillet, men Craig Chapman blev igen topscorer på sit hold og nr. 3 i hele i ligaen med sine 53 point i 30 kampe. Året efter sikrede holdet sig igen lige akkurat en slutspilsplads, men igen måtte det tage til takke med at ende slutspillet på den utaknemmelige og medaljeløse fjerdeplads. Det blev Chapmans sidste sæson i Frederikshavn IK, og han sluttede sin karriere hos vendelboerne med at score 45 point i sæsonens 30 kampe. Året efter skiftede han til Rungsted IK, hvor han dog aldrig fik nogen fremtrædende rolle.
Samtidig med karrieren på isen tog Chapman en EFG-uddannelse på handelsskolen, og senere blev han også udlært tømrer.

### Senere liv
I 1989 rejste han hjem til Canada, hvor han rejste rundt i Nordamerika som sælger for Ford. Fem år senere flyttede han tilbage til Frederikshavn, hvor han blev boende resten af livet. Han arbejdede først i fem år på Aktivitellet, hvorefter det blev til et par år som tømrer. Derefter læste han til skolelærer, og han fik ansættelse på Ravnshøj Skole i Ravnshøj. Sidenhen kom han til Stidsholt Nordjyllands Idrætsefterskole, hvor han var indtil 2012.
Canadieren varetog i 1998-99 jobbet som træner for Danmarks ishockeylandshold for kvinder, og han var også i en periode fra 2005 træner for Århus Ishockey Klub. Han fortsatte også i Frederikshavn White Hawks som assistent for cheftrænerne Olaf Eller og Tom Coolen.
I 2000 blev han æresmedlem i Frederikshavn Ishockey Klub, og hans hvide spillertrøje med nr. 22 i Frederikshavn Ishockey Klub blev i 2001 trukket tilbage og hængt op under loftet i Scanel Hockey Arena til evig hæder og ære. Siden da har kun hans søn, Christian Chapman, spillet med det rygnummer.
Ved Frederikshavn Ishockey Klubs 50 års jubilæumsfest i januar 2015 faldt han om på grund af en hjernesvulst, som han døde af knap et år senere, 57 år gammel.